# Préludes (poème)

Préludes est un poème de T. S. Eliot, écrit entre 1910 et 1911 à Cambridge (Massachusetts) et à Paris. Il est séparé en quatre parties, dont les trois premières ont une seule strophe, tandis que la dernière en compte trois. Le poème fait en tout 54 vers (13 pour la première strophe, 10 pour la deuxième, 15 pour la troisième, 16 pour la dernière). 
Le poème s'inspire de la forme musicale du prélude, à l'origine une courte improvisation : le poème est en effet relativement court et composé en vers libres, montrant le flux de conscience du locuteur. Le terme prélude peut aussi s'appliquer au fait qu'il s'agit de poèmes parmi les premiers écrits par l'auteur, comme sortes de préludes à son œuvre future. 
Il s'inscrit dans le contexte d'une ville moderne et terne. D'une manière littérale et impressionniste, il explore la vie matérielle et solitaire des habitants. Les images de la vie quotidienne, comme « la grillade », « le cheval de fiacre », « le zinc », « les moineaux », etc., sont présentées de manière fragmentée, ce qui sera une marque du style d'Eliot dans toute son œuvre, et notamment dans son chef-d'œuvre La Terre vaine, une dizaine d'années plus tard.   
Le poème évoque dans sa première partie des éléments très concrets et banals de la ville moderne. La deuxième partie s'attache plus à montrer l'anonymat et l'insignifiance des habitants. La médiocrité des éléments de la rue correspondent donc à la médiocrité de ceux qui vivent alentour.   
La troisième strophe introduit une personne, avec le pronom « tu », qui commence la strophe, mais cette personne reste paradoxalement impersonnelle. Ce « tu » est montré avec des éléments négatifs, son âme étant composé de « dix mille images sordides ». Le personnage semble souillé, soit par le travail, soit par la saleté de la ville, et cette saleté se reproduit sur son âme tout entière. Ce « tu » est peut-être une manière de s'adresser au lecteur, ou une adresse du poète à lui-même, ou probablement les deux à la fois. L'ensemble des habitants, dont le poète et le lecteur font partie, est prise à partie comme souillée et aliénée.   
Le poème a été lu comme une condamnation de la modernité et plus particulièrement de la vie urbaine. Il met principalement en évidence l'ennui de la vie, avec des allusions aux prostituées et à d'autres scènes sinistres pour renforcer encore la nature désorientée du monde à cette époque. 